# 小森はるか
小森 はるか（こもり はるか、1989年 - ）は日本の映像作家。作品の多くは東日本大震災後の東北を自ら撮影・編集したドキュメンタリーで、とくに『息の跡』（2016）や『空に聞く』 (2018）などで知られる。

## 経歴
小森は静岡県生まれで、東京藝術大学美術学部先端芸術表現科を卒業後、同大学院修士課程修了。大学院在学中に映画美学校12期フィクション初等科修了。2011年、東日本大震災が発生するとボランティアで東北沿岸地域を訪れ、これをきっかけに、同級生の画家・作家とのユニット「小森はるか＋瀬尾夏美」名義で震災後の東北を映像と文章で記録する活動を開始。翌2012年から３年間、岩手県陸前高田市に拠点を移して映像作品の制作をつづけた。
2012年、ソーントン・ワイルダーの戯曲『わが町』をドキュメンタリーの手法で構成した短編『the place named』を初監督。以後、宮城県のせんだいメディアテークが発足させた「3がつ11にちをわすれないためにセンター」への参加者として、リンゴ農家の記録映像を発表するなどの活動をつづける。2014年には「小森はるか+瀬尾夏美」のユニットで、フィクションとドキュメンタリーの手法を使った『波のした、土のうえ』 を製作。これが初の長編映画となった。
2015年、画家や映像作家らとともに展覧会やラジオ番組などを通じて東北の暮らしを記録するため、仙台で一般社団法人NOOKを設立。
2016年、ドキュメンタリー映画『息の跡』を小森単独で監督。同作は翌2017年に劇場公開されたのち、2018年にドイツのフランクフルトで開かれた日本映画祭「ニッポン・コネクション」で審査員賞を受賞するなど海外でも注目を集めた。
2018年、愛知芸術文化センター・愛知県美術館の製作で『空に聞く』 を監督。翌年のあいちトリエンナーレ2019や山形国際ドキュメンタリー映画祭で上映された。
2019年には、再び「小森はるか＋瀬尾夏美」ユニットで『『二重のまち／交代地のうたを編む』を製作。同作はあらかじめ創作・執筆された物語と被災地の現実の時間を出演者が行き来する独自の手法が高く評価され、2021年のシェフィールド国際ドキュメンタリー映画祭で国際コンペティション部門の特別賞を受賞した。
2025年には恵比寿映像祭2025「第2回コミッション・プロジェクト」から委嘱を受けて『春、阿賀の岸辺にて』を製作。新潟水俣病をテーマとした佐藤真のドキュメンタリー作品『阿賀に生きる』公開から30年を経て、なお追悼と記憶の継承に取り組む人々の姿を描いた。同作は恵比寿映像祭2025にて特別賞を受賞した。

## 評価
小森らの作品について国内では、批評家の佐々木敦が『二重のまち／交代地のうたを編む』 を取りあげて、小森らが被災者たちに対する外部の取材者という自らの位置を自覚することから製作を開始しており、その手法は「熟慮の末に辿り着いた、誠実かつ真摯な方法」だと論評。また評論家の蓮實重彦は『空に聞く』 などを「現代を撮っていても、異なる時間軸で創作している」と指摘、「映画的センスはずばぬけている」と高く評価した。

### 受賞
- 2017年 - 第13回KINOTAYO現代日本映画祭審査員賞 - 『息の跡』[12]
- 2018年 - ニッポン・コネクション（ドイツ）審査員賞 - 『空に聞く』
- 2021年 - シェフィールド国際ドキュメンタリー映画祭（イギリス）・特別賞 - 『二重のまち／交代地のうたを編む』
- 2025年 - 恵比寿映像祭2025：第2回コミッション・プロジェクト特別賞

## 作品
| 発表年 | 作品名                                               | 監督・製作                                   | 長さ（分） |
| ------ | ---------------------------------------------------- | -------------------------------------------- | ---------- |
| 2009   | oldmaid                                              | 小森はるか                                   | 13         |
| 2012   | the place named                                      | 小森はるか                                   | 36         |
| 2012   | あいだのことば                                       | 小森はるか                                   | 64         |
| 2013   | 砂粒をひろう—Kさんの話していたこととさみしさについて | 小森はるか+瀬尾夏美                          | 23         |
| 2013   | 米崎町りんご農家の記録                               | 小森はるか                                   | 42         |
| 2014   | 波のした、土のうえ                                   | 小森はるか+瀬尾夏美                          | 68         |
| 2016   | 息の跡                                               | 小森はるか                                   | 93         |
| 2017   | 砂連尾理 ダンス公演「猿とモルターレ」映像記録        | テキスト＝瀬尾夏美、撮影＝小森はるか、酒井耕 | 110        |
| 2018   | 根をほぐす                                           | 小森はるか                                   | 18         |
| 2018   | 空に聞く                                             | 小森はるか                                   | 73         |
| 2019   | 二重のまち／交代地のうたを編む                       | 小森はるか+瀬尾夏美                          | 79         |
| 2021   | かげを拾う                                           | 小森はるか                                   | 68         |
| 2022   | ラジオ下神白−あのときあのまちの音楽からいまここへ−   | 小森はるか                                   | 70         |
| 2023   | 11歳だったわたしは                                   | 小森はるか+瀬尾夏美                          | 63         |
| 2024   | 11歳だったわたしは 広島編                            | 小森はるか+瀬尾夏美                          | 17         |
| 2025   | 春、阿賀の岸辺にて                                   | 小森はるか                                   | 64         |